# ヨゼフ・エッガー
ヨゼフ・エッガー（Joseph Egger、1889年2月22日 - 1966年8月29日）は、オーストリア出身で西部劇に出演した性格俳優である。演技以外の面ではミュージックホールでよく知られたコメディアンだった。彼はひげを使った「トリック」で有名だった。
彼はセルジオ・レオーネ監督の「ドル箱三部作」と呼ばれるシリーズの2つの作品『荒野の用心棒』（1964年）と『夕陽のガンマン』（1965年）に出演した他、多くの西部劇に登場した。

## その他の出演作品
- Schrammeln （1944年） ドイツ/オーストリア制作
- Der Musterknabe （1963年） オーストリア制作のコメディ映画
- Black Eagle of Santa Fe （1965年） 西ドイツとイタリア制作の西部劇